# Europese kampioenschappen indooratletiek 2025
De Europese kampioenschappen indooratletiek 2025 werden van 6 tot en met 9 maart 2025 gehouden in het stadion Omnisport Apeldoorn in het Nederlandse Apeldoorn. Het was na Rotterdam 1973 en Den Haag 1989 de derde keer dat de EK indooratletiek naar Nederland kwamen. In 2016 werden in het Olympisch stadion en op het Museumplein te Amsterdam de EK in de buitenlucht gehouden en in 2018 het EK veldlopen in Tilburg. De organisatie was een samenwerkingsverband van lokale atletiekverenigingen, Gemeente Apeldoorn, Provincie Gelderland, TIG Sports en de Atletiekunie. Dafne Schippers was toernooidirecteur.

## Kwalificatie
Bij alle individuele evenementen kunnen atleten zich op twee manieren kwalificeren: door het behalen van de Entry Standard binnen de kwalificatieperiode in overeenstemming met de hieronder beschreven criteria, of op grond van de World Ranking Position die aan het einde van de kwalificatieperiode is behaald volgens de respectievelijke Event Ranking Rules (en rangschikkingsperiode). Bij een gelijke stand prevaleren de atleten met de op één na beste Performance Score. Elke aangesloten Europese Atletiekfederatie mag maximaal vier gekwalificeerde atleten inschrijven voor elk individueel evenement, waarvan er maximaal drie mogen deelnemen. 
Bij de estafettes krijgt gastland Nederland één plaats per estafette. Drie plaatsen worden toegewezen op basis van de rangschikking van de officiële teams van de Europese Atletiekfederatie op de gecombineerde 4 x 400 m outdoor-lijsten van 2024. De overige twee plaatsen (of drie als Nederland de toegewezen plaats niet inneemt) worden toegewezen op basis van de verzamelde 400 m-tijden van individuele atleten uit het indoorseizoen van 2024, 10 dagen vóór de eerste dag van de Europese Kampioenschappen Indoor Atletiek (24 februari 2025). 
Aangesloten federaties die geen mannelijke en/of vrouwelijke atleten hebben die de toelatingsnormen hebben gehaald of die worden beschouwd als hebbende de toelatingsnormen gehaald, of geen mannelijke en/of vrouwelijke atleten die potentieel gekwalificeerd zijn door de wereldranglijst, mogen één ongekwalificeerde mannelijke atleet en/of één ongekwalificeerde vrouwelijke atleet inschrijven voor één individueel evenement van de kampioenschappen. Twee ongekwalificeerde atleten van hetzelfde geslacht zijn niet toegestaan. 
De kwalificatieperiode voor de gecombineerde evenementen loopt van 20 augustus 2023 tot middernacht 23 februari 2025 (ongeacht de tijdzone). Voor alle andere evenementen loopt de kwalificatieperiode van 25 februari 2024 tot middernacht 23 februari 2025 (ongeacht de tijdzone). 
Alle atleten die vóór en inclusief 2009 geboren zijn (op 31 december 2025 minstens 16 jaar oud) mogen meedoen, met uitzondering van het kogelstoten voor mannen, waar de limiet 2007 is (atleten die op 31 december 2025 minstens 18 jaar oud zijn). 
Kwalificatie standarden en nummers van athleten / ploegen per onderdeel
| Onderdeel               | Mannen        | Mannen                      | Vrouwen       | Vrouwen                     | Deelnemers |
| Onderdeel               | Indoor        | Binnen                      | Indoor        | Binnen                      |            |
| ----------------------- | ------------- | --------------------------- | ------------- | --------------------------- | ---------- |
| 60 meter                | 6,60          | 10,05 voor 100 meter        | 7,20          | 11.05 voor 100 meter        | 40         |
| 400 meter               | 46,20         | 45,00                       | 52,10         | 50,70                       | 30         |
| 800 meter               | 1.46,40       | 1.44,50                     | 2.02,00       | 1.59,00                     | 30         |
| 1500 meter              | 3.37,00       | 3.32,00                     | 4.08,00       | 4.02,00                     | 27         |
| 3000 meter              | 7.43,00       | 7.36,00                     | 8.48,00       | 8.39,00                     | 24         |
| 60 meter horden         | 7,63          | 13,25 voor 110 meter horden | 8,00          | 12,80 voor 100 meter horden | 32         |
| Verspringen             | 8,10 meter    | 8,10 meter                  | 6,80 meter    | 6,80 meter                  | 18         |
| Hink-stap-springen      | 17,00 meter   | 17,00 meter                 | 14,35 meter   | 14,35 meter                 | 18         |
| Hoogspringen            | 2,30 meter    | 2,30 meter                  | 1,96 meter    | 1,96 meter                  | 18         |
| Polsstokhoogspringen    | 5,85 meter    | 5,85 meter                  | 4,70 meter    | 4,70 meter                  | 18         |
| Kogelstoten             | 21,40 meter   | 21,40 meter                 | 18,90 meter   | 18,90 meter                 | 18         |
| Vijfkamp                | -             | -                           | 4600 pts      | 6650 pts voor zevenkamp     | 14         |
| Zevenkamp               | 6150 pts      | 8450 pts voor Tienkamp      | -             | -                           | 14         |
| 4 × 400 meter estafette | Zie hierboven | Zie hierboven               | Zie hierboven | Zie hierboven               | 6 ploegen  |

## Medailles

### Mannen
| Onderdeel            | Goud                                                                  | Goud      | Zilver                                                             | Zilver   | Brons                                                                  | Brons    |
| -------------------- | --------------------------------------------------------------------- | --------- | ------------------------------------------------------------------ | -------- | ---------------------------------------------------------------------- | -------- |
| 60 m                 | Jeremiah Azu Verenigd Koninkrijk                                      | 6,49 PR   | Henrik Larson Zweden                                               | 6,52 NR  | Andrew Robertson Verenigd Koninkrijk                                   | 6,55     |
| 400 m                | Attila Molnár Hongarije                                               | 45,25     | Maksymilian Szwed Polen                                            | 45,31 NR | Jimy Soudril Frankrijk                                                 | 45,59 PR |
| 800 m                | Samuel Chapple Nederland                                              | 1.44,88   | Eliott Crestan België                                              | 1.44,92  | Mark English Ierland                                                   | 1.45,46  |
| 1500 m               | Jakob Ingebrigtsen Noorwegen                                          | 3.36,56   | Azeddine Habz Frankrijk                                            | 3.36,92  | Isaac Nader Portugal                                                   | 3.37,10  |
| 3000 m               | Jakob Ingebrigtsen Noorwegen                                          | 7.48,37   | George Mills Verenigd Koninkrijk                                   | 7.49,41  | Azeddine Habz Frankrijk                                                | 7.50,48  |
| 4 × 400 m            | Nederland Eugene Omalla Nick Smidt Isaya Klein Ikkink Tony van Diepen | 3.04,95   | Spanje Markel Fernandez Manuel Guijarro Óscar Husillos Bernat Erta | 3.05,18  | België Julien Watrin Christian Iguacel Florent Mabille Jonathan Sacoor | 3.05,18  |
| 60 m horden          | Jakub Szymański Polen                                                 | 7,43      | Wilhem Belocian Frankrijk                                          | 7,45     | Just Kwaou-Mathey Frankrijk                                            | 7,50     |
| Verspringen          | Bozhidar Sarâboyukov Bulgarije                                        | 8,13      | Mattia Furlani Italië                                              | 8,12     | Lester Lescay Spanje                                                   | 8,12 PRi |
| Hink-stap-springen   | Andy Díaz Hernández Italië                                            | 17,71 PRi | Max Heß Duitsland                                                  | 17,43    | Andrea Dallavalle Italië                                               | 17,19    |
| Hoogspringen         | Oleh Doroshchuk Oekraïne                                              | 2,34 PR   | Jan Štefela Tsjechië                                               | 2,29     | Matteo Sioli Italië                                                    | 2,29 PR  |
| Polsstokhoogspringen | Emmanouil Karalis GriekenlandMenno Vloon Nederland                    | 5,90      |                                                                    |          | Sondre Guttormsen Noorwegen                                            | 5,90     |
| Kogelstoten          | Andrei Rareş Toader Roemenië                                          | 21,27     | Wictor Petersson Zweden                                            | 21,04    | Tomáš Staněk Tsjechië                                                  | 20,75    |
| Zevenkamp            | Sander Skotheim Noorwegen                                             | 6558 ER   | Simon Ehammer Zwitserland                                          | 6506 NR  | Till Steinforth Duitsland                                              | 6388 NR  |

### Vrouwen
| Onderdeel            | Goud                                                           | Goud       | Zilver                                                                   | Zilver   | Brons                                                                           | Brons         |
| -------------------- | -------------------------------------------------------------- | ---------- | ------------------------------------------------------------------------ | -------- | ------------------------------------------------------------------------------- | ------------- |
| 60 m                 | Zaynab Dosso Italië                                            | 7,01       | Mujinga Kambundji Zwitserland                                            | 7,02     | Patrizia van der Weken Luxemburg                                                | 7,06          |
| 400 m                | Lieke Klaver Nederland                                         | 50,38      | Henriette Jæger Noorwegen                                                | 50,45    | Paula Sevilla Spanje                                                            | 50,99 PR, NRi |
| 800 m                | Anna Wielgosz Polen                                            | 2.02,09    | Clara Liberman Frankrijk                                                 | 2.02,32  | Anita Horvat Slovenië                                                           | 2.02,52       |
| 1500 m               | Agathe Guillemot Frankrijk                                     | 4.07,23    | Salomé Afonso Portugal                                                   | 4.07,66  | Revee Walcott-Nolan Verenigd Koninkrijk                                         | 4.08,45       |
| 3000 m               | Sarah Healy Ierland                                            | 8.52,86    | Melissa Courtney-Bryant Verenigd Koninkrijk                              | 8.52,92  | Salomé Afonso Portugal                                                          | 8.53,42       |
| 4 × 400 m            | Nederland Lieke Klaver Nina Franke Cathelijn Peeters Femke Bol | 3.24,34 CR | Verenigd Koninkrijk Lina Nielsen Hannah Kelly Emily Newnham Amber Anning | 3.24,89  | Tsjechië Lada Vondrová Nikoleta Jíchová Tereza PetrZilková Lurdes Gloria Manuel | 3.25,31       |
| 60 m horden          | Ditaji Kambundji Zwitserland                                   | 7,67 ER    | Nadine Visser Nederland                                                  | 7,72 NR  | Pia Skrzyszowska Polen                                                          | 7,83          |
| Verspringen          | Larissa Iapichino Italië                                       | 6,94       | Annik Kälin Zwitserland                                                  | 6,90 NR  | Malaika Mihambo Duitsland                                                       | 6,88          |
| Hink-stap-springen   | Ana Peleteiro-Compaoré Spanje                                  | 14,37      | Diana Ana Maria Ion Roemenië                                             | 14,31 PR | Senni Salminen Finland                                                          | 13,99         |
| Hoogspringen         | Jaroslava Mahoetsjich Oekraïne                                 | 1,99       | Angelina Topić Servië                                                    | 1,95     | Engla Nilsson Zweden                                                            | 1,92          |
| Polsstokhoogspringen | Angelica Moser Zwitserland                                     | 4,80 PRi   | Tina Šutej Slovenië                                                      | 4,75     | Marie-Julie Bonnin Frankrijk                                                    | 4,70          |
| Kogelstoten          | Jessica Schilder Nederland                                     | 20,69      | Yemisi Ogunleye Duitsland                                                | 19,56    | Auriol Dongmo Portugal                                                          | 19,26         |
| Vijfkamp             | Saga Vanninen Finland                                          | 4922 NR    | Sofie Dokter Nederland                                                   | 4826 PR  | Kate O'Connor Ierland                                                           | 4781 NR       |

### Gemengd
| Onderdeel | Goud                                                            | Goud    | Zilver                                                             | Zilver  | Brons                                                                          | Brons   |
| --------- | --------------------------------------------------------------- | ------- | ------------------------------------------------------------------ | ------- | ------------------------------------------------------------------------------ | ------- |
| 4 × 400 m | Nederland Nick Smidt Eveline Saalberg Tony van Diepen Femke Bol | 3.15,63 | België Julien Watrin Imke Vervaet Christian Iguacel Helena Ponette | 3.16,19 | Verenigd Koninkrijk Alastair Chalmers Emily Newnham Joshua Faulds Lina Nielsen | 3.16,49 |

### Medailleklassement
| Plaats | Land                | Goud | Zilver | Brons | Totaal |
| 1      | Nederland           | 7    | 2      | 0     | 9      |
| 2      | Italië              | 3    | 1      | 2     | 6      |
| 3      | Noorwegen           | 3    | 1      | 1     | 5      |
| 4      | Zwitserland         | 2    | 3      | 0     | 5      |
| 5      | Polen               | 2    | 1      | 1     | 4      |
| 6      | Oekraïne            | 2    | 0      | 0     | 2      |
| 7      | Frankrijk           | 1    | 3      | 4     | 8      |
| 8      | Verenigd Koninkrijk | 1    | 3      | 3     | 7      |
| 9      | Spanje              | 1    | 1      | 2     | 4      |
| 10     | Roemenië            | 1    | 1      | 0     | 2      |
| 11     | Ierland             | 1    | 0      | 2     | 3      |
| 12     | Finland             | 1    | 0      | 1     | 2      |
| 13     | Bulgarije           | 1    | 0      | 0     | 1      |
| 13     | Griekenland         | 1    | 0      | 0     | 1      |
| 13     | Hongarije           | 1    | 0      | 0     | 1      |
| 16     | Duitsland           | 0    | 2      | 2     | 4      |
| 17     | Zweden              | 0    | 2      | 1     | 3      |
| 17     | België              | 0    | 2      | 1     | 3      |
| 19     | Portugal            | 0    | 1      | 3     | 4      |
| 20     | Tsjechië            | 0    | 1      | 2     | 3      |
| 21     | Slovenië            | 0    | 1      | 1     | 2      |
| 22     | Servië              | 0    | 1      | 0     | 1      |
| 23     | Luxemburg           | 0    | 0      | 1     | 1      |
| Totaal | Totaal              | 28   | 26     | 27    | 81     |

1970 ·
1971 ·
1972 ·
1973 ·
1974 ·
1975 ·
1976 ·
1977 ·
1978 ·
1979 ·
1980 ·
1981 ·
1982 ·
1983 ·
1984 ·
1985 · 
1986 · 
1987 · 
1988 · 
1989 · 
1990 · 
1992 · 
1994 · 
1996 · 
1998 · 
2000 · 
2002 · 
2005 · 
2007 · 
2009 ·
2011 ·
2013 ·
2015 ·
2017 ·
2019 ·
2021 ·
2023 ·
2025 ·
2027
Belgische medaillewinnaars · Nederlandse medaillewinnaars